# Station Les Fontinettes
Station Les Fontinettes is een spoorwegstation in de Franse gemeente Calais.

## Foto's

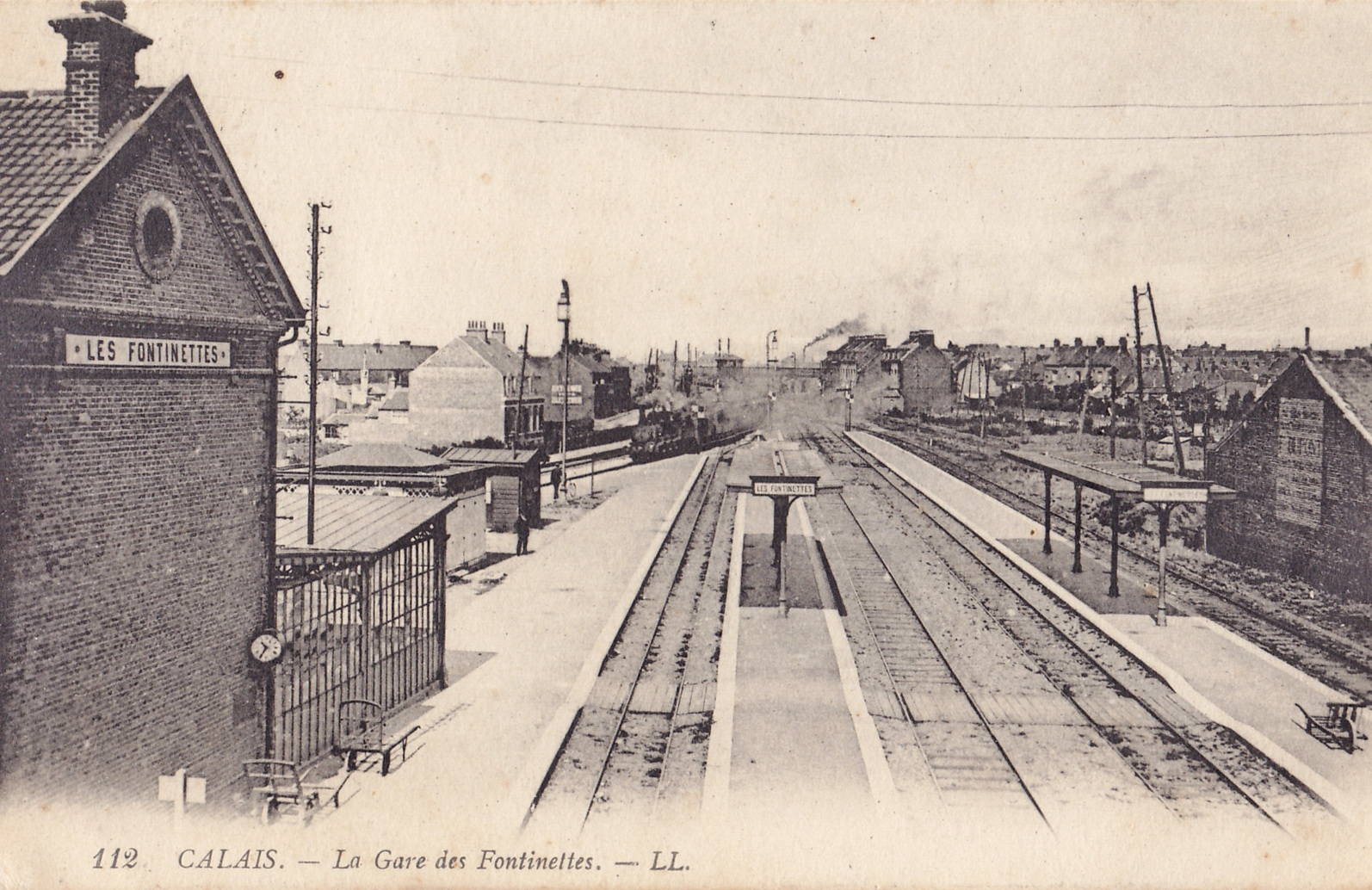